# Charlie Shotwell
Charlie Shotwell, né le 17 juillet 2007 à Madison au Wisconsin, est un enfant acteur américain.

## Biographie
Charlie Shotwell fait ses débuts au cinéma en 2015 dans le film Man Down où il incarne le fils de Gabriel et Natalie Drummer joués par Shia LaBeouf et Kate Mara. En 2016, il joue le rôle du plus jeune enfant de la famille Cash dans le film Captain Fantastic réalisé par Matt Ross. En 2017, il joue dans les films Le Château de verre, My Days of Mercy, et Tout l'argent du monde de Ridley Scott.
En 2019, il tient le rôle-titre du film d'horreur Eli, et joue dans le film Troop Zero de Lucy Alibar.

## Filmographie

### Films
- 2015 : Man Down
- 2016 : Captain Fantastic
- 2017 : Le Château de verre
- 2017 : My Days of Mercy
- 2017 : Tout l'argent du monde
- 2018 : The Nightingale
- 2019 : Troop Zero
- 2019 : Eli
- 2020 : The Nest
- 2021 : Le Monde de John (John and the Hole) de Pascual Sisto : John
- 2022 : Morbius : Michael Morbius (jeune)

### Séries télévisées
- 2017 : Chicago Justice - Sam Clark (épisode 8)